# ねんど大介

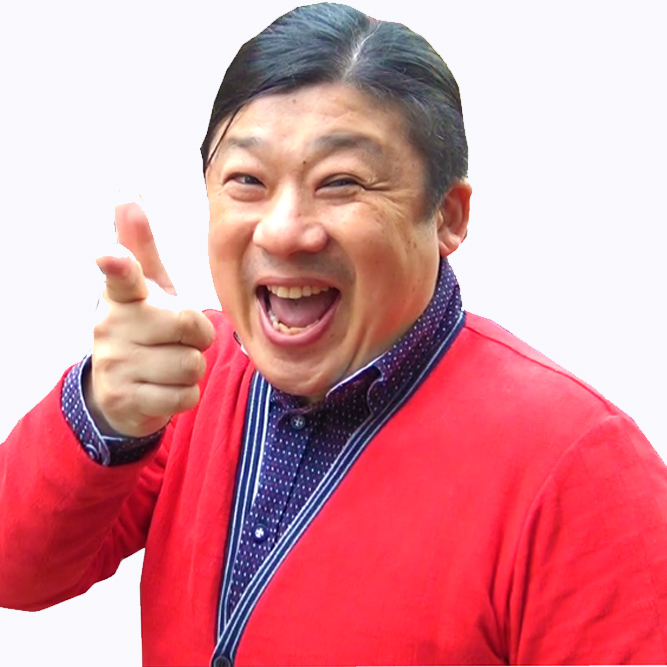

ねんど 大介（ねんど だいすけ、1973年10月15日 - ）は、日本のお笑いタレント、俳優。長崎県出身。血液型はA型。元WAHAHA本舗出身。
身長170cm。特技は中国語。
中国、台湾を拠点に活躍後、日本に拠点を移した。
国内では東京を拠点に国内インバウンド業務、また役者、タレントとして活動。
日本国内だけでなく中華圏でもタレントとして活動中。
タレント活動に合わせ、「中華圏と日本の架け橋に」との想いで中華圏向けに日本紹介動画を配信。日本の文化、観光地、マナー、等の動画を定期的に配信し、岡山県観光特使、岡山県浅口市日中お笑い親善大使、
長崎県大村市お笑い親善大使、長崎県観光プロモーター、会津若松観光大使として動画配信も精力的に行っている。

## 来歴
19歳の頃、中国雑技団の技に魅せられ、独学で大道芸、中国語を学び単身中国に渡る。天津雑技団入団。獅子舞や大武術、愉快なコックさんなどの雑技を習う。
ホテル、グランドキャバレー等のイベントに参加し好評を博す。中国国内のイベントに多数参加。帰国後、サーカス団に参加。退団後、フリーで国内外のイベントに多数出演。
岡山県観光特使、岡山県浅口市日中お笑い親善大使、
長崎県大村市お笑い親善大使、会津若松観光大使、長崎県観光プロモーターを務める。
- 1994年　自身二十歳の成人式に芸人デビュー。結婚式でネタを披露。初のギャランティをもらった日からが芸人人生のスタートだったと語る。
- 1995年  中国上海に移住。雑技を習う傍ら、日本料理屋さんの店長を務める。
- 1996年  一度帰国して、天津留学の準備を整える。
- 1997年  再び中国大陸へ。天津外国語学院に留学。中国語をならう傍ら雑技を学ぶ。
- 1998年　井の頭公園にて大道芸中に声を掛けたのがワハハ本舗のスタッフだった。それが縁で公演のお手伝いや出演を果たす。
- 1999年　正式にワハハ本舗のタレントとして所属。
- 2006年より『日中お笑い親善大使』になるべく三度中国大陸へ。上海にて活動開始。
- 2010年5月1日から同年10月31日まで開催された上海万博において、上海万博日本産業館オフィシャル副応援団長に就任し、多数のイベントにMCとして参加。
- 2011年1月に放送されたコメディドラマ爱情公寓2に読心魔術師（マジシャン）役として出演。
- 中国のお笑いネタ特番誰是爆笑王2011にて満点を獲得。
- 2012年8月、香港活動家尖閣諸島上陸事件を発端とする日中関係の悪化により、中国国内における日本人タレントのテレビ出演が規制され、中国国内での芸能活動一時中断を余儀なくされる。
- 2012年11月6日放送のNHKテレビで中国語に出演。
- 2012年11月より台湾にて活動開始。台湾中天ニュースにて活動内容が取り上げられる。
- 2013年2月10日、台湾の春節特番(綜藝大集合）に出演。ミニゲームのワンコーナーにてメインキャストを担当。
- 2013年3月　[1] 台湾芸能プロダクション『承影傳播公司』所属。これで日本は『ワハハ本舗』、台湾含む中華圏は『承影傳播公司』が受け持つことになる。
- 2013年4月-2015年　6月 衛星中文台(『瘋神無雙』レギュラー出演）
- 2014年6月 ワハハ本舗を退団。
- 2015年6月  承影傳播を契約終了。
- 2015年11月  台湾芸能プロダクション『十全娛樂公司』所属。
- 2016年5月 日本人タレント中国語を教える『ねんど塾』開校
- 2017年5月『十全娛樂公司』契約終了。
- 2018年2月 日中合作映画「不良街区」出演　興行収入公開10日で30億円を突破。
- 2019年11月23日 映画「ギャングース」出演　全国ロードショー
- 2019年　NHK連続テレビ小説「なつぞら」傘回し指導
- 2020年　NHK大河ドラマ「麒麟がくる」お手玉指導/出演
- 2022年　テレビ東京「チェイサーゲーム」白川部長役
- 2023年　NHK連続テレビ小説「らんまん」
- 2023年　テレビ埼玉「極楽山本・ロンブー亮のARIGATEENA TV」
- 2024年　映画「サイレントラブ」ラーメン屋店主

## 人物
- 中国で最も有名な日本のお笑い芸人と呼ばれている。
- 手品パフォーマンスを交えたネタを得意とする。お笑いネタの他、司会、MC、俳優業も熟し、マルチタレントとして幅広く活動している。
- 『中国に勝った100人の日本人』としてAERAで取り上げられる。
- NHKテレビで中国語に出演の際、中国人を笑わせるためのお笑い3か条として以下を挙げている。

1. 間違いを恐れるな
2. 方言を使ってみよう
3. 声を大きく大げさに

- 19歳の時に中国雑技団が日本に来演した際、団員で山西省太原出身の女性に恋をした事が切っ掛けで中国語を学び始める。その後、その女性を追って中国に行き、やっとの事で彼女と出会う事は出来たが、すぐに彼氏を紹介され「来年結婚する」と告げられる。ねんどは内心ショックを受けたが「本当に？本当に？それは感動的だ！」と笑い泣きして誤魔化した。[2]
- 天津外国語学院に留学経験がある。
- 上海の田子坊にてタレントショップ『TAKONENDO』を経営。
- 2012年冬、反日による緊張状態が続く中、中国国内にいる日本人の子供達から笑顔が消えている事に危機感を抱いたねんどは芸人仲間やミュージシャンらと『笑顔届け隊』を結成。台北日本人学校、北京日本人学校、上海日本人学校（浦東、虹橋）、深圳日本人学校の5校をボランティアで訪問し公演及び子供達との交流を行う。[3] ねんど曰く、日中関係の悪化によって、自身を含め多くの人や企業が損害を被ったが、一番の弱者って誰だろう？と考えた時に頭をよぎったのは日本人の子供達だったという。それが『笑顔届け隊』結成の直接の切っ掛けになったと、後に語っている。
- 2013年春より本格的に台湾に拠点を移す。現在『瘋神無雙』レギュラー出演
- 2013年10月1日より隔週でNHK『テレビで中国語』のレポーターとしてレギュラー出演。
- 2013年12月31日 NHK紅白歌合戦と台湾TVBSの三次元中継で台湾側の司会を務める。[4]
- 2014年11月1日 台北市内に『東京紅茶&餐廳KANO』をオープンする。
- 2015年1２月　10年ぶりに日本を拠点に活動開始。
- 2017-2021年　アジアから近い地の利を活かし福岡で活動。
- 2022年　インバウンド復活元年を見据え東京を拠点に活動。

## 出演作品（日本）

### テレビドラマ
- 金曜エンタテイメント ナースな探偵3
- 世にも奇妙な物語 おかしなまち
- 女と愛とミステリー 尾道・竹原かぐや姫伝説
- 寂しい警備員
- いなか刑事
- お局探偵、亜木子＆緑の旅情事件長VOL5 VOL6
- グルメ弁護士VSダイエット検事
- モテの穴
- 外科医さやかの執刀事件簿
- I TURN /人生I字路(Iターン) EP08~EP09 捕蟹船船工頭 （2019年07月08日、東京電視台）
- 麒麟がくる 第10回（2020年3月22日、NHK大河ドラマ） - 一座の男
- 銀座黒猫物語（2020年8月27日、関西テレビ） - モップ大介（第七話主演）[5]
- チェイサーゲーム 第7話（2022年10月21日、テレビ東京） - 白川
- NHK連続テレビ小説らんまん

### バラエティ
- 摩訶不思議！マレーシアの旅SBSレポーター
- ビートたけしのTVタックル
- 笑いの金メダル
- 金曜スーパープライム『太田光のもう一度総理になりたい…秘書田中』
- 金曜テレビの星! 日本仰天!三面記事
- メレンゲの気持ち
- 欽ちゃん&香取慎吾の全日本仮装大賞出演歴四回
- たけしの誰でもピカソ
- 金曜テレビの星!
- 行列のできる法律事務所
- 笑いの巨人
- 渋スタ渋谷スタジオ
- ぴーかんテレビ 万博ロケ（東海テレビ）
- NHK　AJIAN PASSION（ねんど大介ドキュメント）
- フジTV　ジャーナル中国人富裕層の結婚式　司会ステージショー
- せやねん!中国在住お笑い芸人として登場（毎日放送）
- 激レアさんを連れてきた。（2018年10月1日、テレビ朝日）
- 極楽山本・ロンブー亮のARIGATEENA TV(2023年12月ゲスト)

### テレビアニメ
- おれたちイジワルケイ（ホットケーキン、大根性）
- エンジェル・ハート（医師B、側近B）
- 名探偵コナン（店主）

### 教育番組
- NHK Eテレテレビで中国語 （2012-2013）
- NHK Eテレ中国語！ナビ 　（2023-2024）

### 報道番組
- やじうまテレビ!
- みのもんたの朝ズバッ!
- フジTVスーパーニュース・ドキュメント　台湾職探し芸人
- フジTVスーパーニュース・ドキュメント中国版あいのり・「星尚之旅　福島編」司会
- KTN　四川省地震ドキュメント

### 映画 PV
- ベンガーボーイズ プロモーションビデオ
- 「冬の幽霊達」　　※2004夕張国際ファンタスティック映画祭出展
- 「狼少女」
- 中合作映画「不良街区」
- 2018年11月23日 映画「ギャングース」中華料理屋店主兼闇医者 役
- 2024年　1月26日 映画「サイレントラブ」　ラーメン屋店主 役

### ラジオ
- KBCラジオ
- PAO〜N
- ベロベロバー
- ドロねんど
- Buzz!!LinQ
- 喋っCHINインターネットラジオ
- NACK5ラジオドラマ

### CM
- ホリデー車検
- ヤマダ電機
- 小学館「ビッグコミックオリジナル」
- NTTドコモ 広島版

### 舞台
- WAHAHA本舗全体公演
  - 大ザンス
  - 大芝居I・II
  - 踊るショービジネス
  - 大福祭
- ブルジョア爺の密かな楽しみ（老人たちと海）
- 大銀座落語祭り中国語落語の会前座

## 出演作品（台湾・中国）

### 台灣TV
TVBS「食尚玩家」
　　　「 台北High新年城 」NHK紅白歌合戦同時中継　台湾側司会を務める
- 衛視中文台
  - 『瘋神無雙』レギュラー出演
  - 『歡樂智多星』
  - 『冠軍任務』
- 民視
  - 『綜藝大集合』
  - 『三星報囍』
  - 『開心遊九州』
  - 『忘記之前　我要你　想起』
  - 『日本嚐鮮去　TASTY FOOD JAPAN』
- 台視
  - 『王子的約會』
  - 『金牌麥克風』
- 八大
  - 『王牌大對決』
- 三立都會台
  - 『綜藝大熱門』
  - 『國光幫幫忙』
- 東森綜合台
  - 『現在才知道』
  - 『金牌調査団』
- 超視TV
  - 『金頭腦』
- 中天TV
  - 『背包踐客』
  - 『Kiss HOTEL』
- 衛來日本台
  - 『日本學問大前進九州』
- 麥卡貝
  - 『日本大遊民』

### 中国
- 浙江卫视『冲关我最棒』
- 上海娯楽频道『家庭演播室』
- 河南省鄭州频道TV『你最有才』
- 浙江卫视『愛情連連看』
- 浙江卫视TV『开心大买卖』
- 上海星尚　『今日印象（外国人の中国生活ドキュメント）』
- 上海SITV　『淘最上海（外国人经营店TOP10）』
- 上海国際チャンネル　『2012　外国人春節大会』
- 江蘇衛星TV　『≪2012同楽江蘇』外国人歌唱才芸大賽』活力賞受賞
- ドラマ　中国教育电视台一频道 和江苏卫视『一芯一意爱上你（二筒 役）』2011、10月放送
- ジェットリー主演映画『龍門飛甲』記者発表会　ゲスト出演
- 江蘇衛星TV　『非常了得（プーケットペアチケット獲得）』（クイズ番組）
- 東方衛星TV　『魔力之城』（クイズ番組）
- 東方衛星TV　『中国達人秀　二期』（ネタ番組）
- 上海　TV　『新智力大沖浪』（バラエティー番組）
- 上海TV　　『我最响唱』（歌番組）
- チャンネルTV　『REMIX　音楽季』（歌番組）
- ドキュメントTV　『万像』
- 星尚　TV　『美食大王牌』（中国版どっちの料理ショー）
- 東方TV　　『誰是爆笑王（満点）』（ネタ番組）
- 芝居TV　　『演劇大舞台』
- ICS TV　『洋泾一大帮』準レギュラー出演
- SI TV　「淘最上海」ゲスト出演
- 中国全国ドラマ『愛情公寓パート2（超能力者役）』
- 上海電視台（SMG）「星尚之旅」司会　　（生活時尚チャンネル土曜20時のゴールデン）
- 北京電視台（BTV）「外国人中華才芸大賽」（アメリカ人2人と中国式コントで出演）
- 中央電視台（CCTV2）経済チャンネル「対話」
- 上海電視台（SMG）東京印象(ディズニーシー五周年記念特番/レポーター)
- 上海電視台（SMG）東京印象(日中お笑い親善大使ドキュメント)
- 上海電視台（SMG）音楽物語 IN JAPAN(IDレギュラー)
- 東南衛星テレビ「超級明星・天生我才」優勝
- 中国建国60周年記念ドラマ「闖関東PART2」（2009年国慶節放送23話24話出演）
- 江西卫视『谁能逗乐喜剧明星』
- 上海　TV　『非常恵生活』新年特別番組（バラエティー番組）
- ネット映画　　网络电影 爱奇艺　『不良外区』（飾　松本　队长）